# Canaan (New Hampshire)
Pour les articles homonymes, voir Canaan.
Canaan est une municipalité américaine située dans le comté de Grafton au New Hampshire. Selon le recensement de 2010, sa population est de 3 909 habitants, dont 524 à Canaan CDP.

## Géographie
La municipalité s'étend sur 55,03 milles carrés (142,53 km2), dont 1,77 milles carrés (4,58 km2) d'étendues d'eau.

## Histoire
La municipalité de Canaan est créée en 1761. Son nom provient vraisemblablement de la ville de Canaan dans le Connecticut, d'où étaient originaires plusieurs de ses habitants.